# Medaille van Verdienste met het Jaartal 1870
De Medaille van Verdienste met het Jaartal 1870 (Duits: Verdienstmedaille mit der Jahreszahl 1870) was een onderscheiding van het groothertogdom Saksen-Weimar-Eisenach dat na 1877 het groothertogdom Saksen werd.
De medaille werd in 1870 door groothertog Carl Alexander van Saksen-Weimar-Eisenach ingesteld. De aanleiding was de overwinning van de verbonden Duitse staten op Napoleon III in de Frans-Duitse Oorlog.  
De voorzijde van de tussen 1870 en 1872 uitgereikte medaille draagt de kop van de jonge Groothertog Carl Alexander met het rondschrift " CARL ALEXANDER GROSSHERZOG VON SACHSEN". Op de keerzijde staat binnen een eikenkrans "DEM VERDIENSTE 1870'".
De medaille werd op twee wijzen uitgereikt:
- Zilveren Medaille
- Zilveren Medaille met Gesp en Zwaarden

De voorzijde van de rond 1895 ter gelegenheid van de 25e verjaardag van de overwinning uitgereikte medaille draagt de kop van de oudere geworden en kalende Groothertog Carl Alezander met het rondschrift " CARL ALEXANDER GROSSHERZOG VOM SACHSEN". Op de keerzijde staat binnen een eikenkrans "DEM VERDIENSTE 1870'".
De medaille werd op twee wijzen uitgereikt:
- Zilveren Medaille
- Zilveren Medaille met Gesp en Zwaarden

Medaille, gesp en zwaarden waren van zilver. Men droeg de medaille aan een lint op de linkerborst. Het lint werd door de zilveren gesp gehaald of door een zilveren ring die aan het gesoldeerde oog van de medaille was bevestigd gevouwen en getrokken. De medailles uit 1895 zijn zeldzamer dan die uit 1870.